# Rafael Gómez Nieto
Pour les articles homonymes, voir Gomez et Nieto.
Rafael Gómez Nieto, né le 21 janvier 1921 à Adra, Almería (Espagne) et mort le 31 mars 2020 à Strasbourg,,,,,, est un républicain espagnol, ancien combattant de la guerre d'Espagne et de la Seconde Guerre mondiale. Il a notamment participé à la libération de Paris. 

## Biographie
Rafael Gómez est né à Roquetas de Mar, en Andalousie à proximité d'Almería. Son père, militaire de carrière, a fait partie dans sa jeunesse de la garde d'Alphonse XIII, et la famille suit les affectations de son père: Cadix, Madrid puis Badalone, à proximité de Barcelone. Lorsque la guerre d'Espagne éclate en 1936, le père de Rafael Gómez reste fidèle aux institutions de la République espagnole.
Rafael Gómez est à son tour enrôlé dans l'armée républicaine, à 17 ans seulement, dans ce qui sera appelé la Leva del biberón, la « levée du biberon », un appel sous les drapeaux d'Espagnols de moins de 18 ans. Il participe à la bataille de l'Èbre (juillet-novembre 1938).
À l'issue de la guerre, défaits, 500 000 Espagnols républicains et leurs familles franchissent les Pyrénées pour se réfugier en France, où ils sont aussitôt regroupés dans différents camps. Rafael Gómez est interné dans le camp d'Argelès-sur-Mer, tandis que son père l'est dans celui de Saint-Cyprien. Néanmoins les Espagnols internés sont autorisés à quitter le camp si un membre de leur famille peut et les héberger ailleurs en France. Les Gómez profitent de cette disposition pour rejoindre un oncle à Oran en Algérie Française. Il y commence un apprentissage du métier de cordonnier.
En novembre 1942, les Alliés débarquent en Afrique du Nord. Rafael Gómez s'engage avec ses copains d’Oran dans les corps francs d'Afrique. Il est ensuite intégré dans la 9e compagnie, dirigée par le capitaine Raymond Dronne. Elle est surnommée la Nueve, « la neuvième » en espagnol, car composée majoritairement de républicains espagnols. Elle relève du 3e bataillon du régiment de marche du Tchad, dirigé par le commandant Joseph Putz, un ancien des Brigades internationales. La plupart de leurs véhicules blindés sont baptisés de noms espagnols : Rafael Gomez est le conducteur du Guernica, puis du Don Quichotte. Le régiment est intégré à la 2e DB du général Leclerc. La division s'entraîne au Maroc puis en Angleterre dans la perspective d'un prochain débarquement en Europe. Rafael Gómez et son unité débarquent à Utah Beach le 1er août 1944 pour prêter main-forte aux Alliés alors en plein enlisement dans la bataille de Normandie.
Malgré l'opposition des Alliés, les généraux de Gaulle et Leclerc décident que Paris doit être libéré immédiatement, et que cela doit être fait par des troupes françaises. Le général Leclerc donne l'ordre à Raymond Dronne de foncer avec sa compagnie vers la capitale. Avec quelques chars du 501e RCC, c'est la première unité militaire alliée à rentrer dans Paris lors de la libération de la ville,. Rafael Gómez entre dans la capitale aux commandes d'une autochenille baptisée Guernica et participe à la prise de l'hôtel de ville. La guerre se poursuit, Rafael Gómez se retrouve dans la bataille de la poche de Colmar, puis participe à la prise du nid d’aigle d’Hitler à Berchtesgaden en mai 1945.
À la fin de la guerre, l'unité, qui voulait poursuivre le combat en Espagne franquiste, est démobilisée. Rafael Gómez retourne à Oran où il reprend son activité de cordonnier et refait sa vie. La guerre d'Algérie éclate. Rafael Gómez est de nouveau mobilisé afin de faire des gardes tous les deux ou trois jours autour d'édifices publics. En 1958, il décide de fermer son magasin, et de rejoindre un oncle vivant à Strasbourg. Il s'installe alors définitivement à Lingolsheim, commune limitrophe de la capitale alsacienne.
À l'occasion du 70e anniversaire de la libération de Paris en 2014, il représente, seul, la Nueve, à la cérémonie de commémoration. Il décède le 31 mars 2020 à la clinique de la Toussaint à Strasbourg, atteint de la Covid-19 pendant la pandémie de 2020. Il était le dernier combattant encore vivant de La Nueve,.